# Szczedryk (film)
Szczedryk – ukraiński dramat historyczny w reżyserii Ołesi Morhuneć-Isajenko zrealizowany w 2021 roku.

## Fabuła
W centrum uwagi znajdują się dzieci z trzech rodzin: ukraińskiej, polskiej i żydowskiej. Mieszkają w mieście Stanisławów (obecnie Iwano-Frankiwsk) w jednym domu obok siebie. Karny reżim ZSRR, który nastał w 1939 roku, pozbawił dzieci rodziców. A kiedy imperium Stalina zostało zaatakowane przez hitlerowskie Niemcy podczas II wojny światowej, odczuwali wszystkie trudy wrogiej okupacji III Rzeszy, co przypomina beznadzieję. Pozbawione środków do życia dziewczyny trafiają pod opiekę Sofii, nauczycielki śpiewu. Jej córka Jarosława najbardziej starała się pogodzić świat z uroczą melodią ukraińskiego „Szczedryka”. Przez całą wojnę żyją jak jedna rodzina, śpiewając piosenki i czekając na wyzwolenie. Ale nadejście Armii Czerwonej i przywrócenie władzy radzieckiej zmienia ich życie w jeszcze większy trud: zastępując dobrowolne uwięzienie przymusowym. Urzędnicy siłą zabierają małe dziewczynki ze schroniska stworzonego przez Sofię do sierocińca. W warunkach okrutnej reedukacji, powojennego ucisku i konfrontacji socjalistycznego ZSRR ze światem, dziewczyny nie tracą swojej narodowej tożsamości. Słowa i muzyka „Szczedryka” Mykoły Łeontowycza połączyły ich losy nawet kilkadziesiąt lat później w mrokach niemieckiej i sowieckiej niewoli. Aby podkreślić różnorodność kultur, w filmie pojawiają się świąteczne piosenki właściwe dla każdej z reprezentowanych narodowości. Film skupia się również na unikalnych tradycjach obchodzenia świąt Bożego Narodzenia wśród Polaków i Ukraińców.

## Obsada
W rolach głównych:
- Jana Korolowa – Sofija Iwaniuk, nauczycielka śpiewu
- Andrij Mostrenko – Mychajło Iwaniuk, ojciec ukraińskiej rodziny, mąż Sofiji
- Polina Hromowa – Jarosława Iwaniuk, córka Sofiji (w młodości)
- Anastasija Mateszko – Jarosława Iwaniuk (dorosła)
- Joanna Opozda – Wanda Kalinowska, matka polskiej rodziny
- Mirosław Haniszewski – ojciec polskiej rodziny Kalinowskich
- Tomasz Sobczak – Isaak Herszkowicz, ojciec rodziny żydowskiej
- Ałła Bіniejewa – Berta Herszkowicz, żona Isaaka
- Chrystyna Uszycka
- Oksana Mucha

## Nagrody i nominacje
Film został nagrodzony jako najlepszy na festiwalu Women's International Film Festival Nigeria (WIFFEN).